# Xiuladora de Guadalcanal
La xiuladora de Guadalcanal (Pachycephala implicata) és un ocell de la família dels paquicefàlids (Pachycephalidae).

## Hàbitat i distribució
Habita els boscos de les muntanyes de l'illa de Guadalcanal, a les Salomó